# 人工智能概述
人工智能（AI）是指计算系统具备执行通常与人类智能相当的任务的能力，例如学习、推理、解决问题、感知和决策。它是计算机科学及计算机软件科学领域中一个研究方向，致力于开发和研究使机器能够感知其环境并利用学习和智能来采取行动以实现预定目标的方法和软件。人工智能借助模拟人类认知功能（如学习、推理、决策）得以发展，已在医疗、金融、交通等广泛领域产生深远影响。其历史发展经历了从符号人工智能、专家系统等基于规则的系统到深度学习、生成式人工智慧的多次范式转变。
人工智能（AI）的核心在于让机器模拟人类智能，而机器学习（ML）是实现这一目标的关键方法论。传统AI（如符号逻辑和专家系统）依赖预设规则，而机器学习通过数据驱动的方式，让系统自动从经验中学习规则或规律。例如，监督学习通过标注数据训练模型（如图像分类）；无监督学习则挖掘数据内在结构（如客户分群）。近年来，深度学习作为机器学习的子领域，利用神经网络处理复杂任务（如自然语言处理），而强化学习则通过试错机制优化决策（如游戏AI）。简言之，机器学习是AI的重要实现手段，其进步推动了AI从理论到广泛应用的跨越。在計算基礎設施之外，人工智能的主要基础组成部分概括如下：
- 知识表示、推理与决策：以符号逻辑和专家系统为代表
- 从经验数据学习：包括机器学习、深度学习、强化学习等子领域
- 自然语言处理（NLP）及大语言模型
- 生成能力：生成模型与生成式人工智能
- 感知（例如计算机视觉）
- 问题解决——包括使用泛型或特设的方法,以有序的方式,寻找问题解决方案

## 历史
- 人工智能发展年表
- 人工智能效应 – 只要人工智能成功解决了一个问题，公众就不再认为该问题属于人工智能范畴。这一现象在人工智能发展的整个历史中，几乎出现在每一个人工智能应用中。
- 人工智慧低谷 – 在人工智能领域经历了一波高期望和资金投入后，随之而来的失望和资金削减时期。例如，20世纪70年代就曾发生过这样的资金削减。
- 人工智能热潮
- 摩尔定律

### 按主题分类的历史
- 逻辑史（形式推理是人工智能的重要先驱）
- 机器学习#历史
- 机器翻译历史
- 自然语言处理#历史
- 光学字符识别历史

## 人工智能算法与技术

### 符号人工智能与基于确定规则的推理

#### 搜索
- 离散搜索算法[2]
  - 无信息搜索[3]
    - 暴力搜索
    - 搜索树
      - 广度优先搜索
      - 深度优先搜索

    - 状态空间搜索

  - 信息搜索[4]
    - 最佳优先搜索
    - A*搜尋演算法
    - 启发式
    - 决策树剪枝

  - 对手搜索
    - 极小化极大算法

  - 逻辑作为搜索[5]
    - 生产系统（计算机科学）, 基于规则的系统
    - 生产规则, 推理规则, 霍恩子句
    - 正向推理
    - 反向推理

  - 规划作为搜索[6]
    - 状态空间搜索
    - 手段-目的分析

#### 优化搜索
- 最优化算法[7]
  - 爬山算法
  - 模拟退火
  - 光束搜索
  - 随机优化
- 进化计算[8][9][10][11]
  - 遗传算法
  - 基因表达编程
  - 遗传编程
  - 差分进化
- 基于社会的学习算法[12][13]
  - 群智
  - 粒子群优化
  - 蚁群算法
  - 元启发算法

#### 逻辑
- 逻辑与自动推理[14]
  - 基于逻辑的编程
    - 逻辑编程
    - 参见上文“逻辑作为搜索”。

  - 逻辑的形式
    - 命题逻辑[15]
    - First-order logic[16]
      - 一阶逻辑与等式
      - 约束满足

    - 模糊逻辑[17]
      - 模糊集
      - 模糊系统
      - 康布斯方法
      - 有序加权平均聚合算子
      - 感知计算

    - 默认推理及其他解决框架问题和资格问题的方案[18]
      - 非单调逻辑
      - 溯因推理[19]
      - 默认逻辑
      - 逻辑中的圈定
      - 封闭世界假定

  - 领域特定逻辑
    - 表示类别和关系[20]
      - 描述逻辑
      - 语义网络
      - 继承 (计算机科学)
      - 框架 (人工智能)
      - 脚本（人工智能）

    - 表示事件和时间[21]
      - 情境演算
      - 事件演算
      - 流畅演算

    - 因果关系[22]
      - 因果演算

    - 知识论
      - 信念修订[23]
      - 模态逻辑[23]
      - 矛盾容忍逻辑

  - 基于逻辑的规划[24]
    - Satplan

  - 基于逻辑的学习[25]
    - 归纳逻辑编程
    - 基于解释的学习
    - 基于相关性的学习
    - 基于案例的推理

  - 一般逻辑算法
    - 自动定理证明

#### 其他符号知识与推理工具
知识的符号表示
- 本体 (信息科学)
  - 上层本体论
  - 领域本体论
- 框架 (人工智能)
- 语义网
  - 概念依赖理论

知识表示中的未解决问题
- 默认推理
  - 框架问题
  - 资格问题
- 常识知识[26]

### 以机器学习为基础的AI技术

#### 不确定推理的概率方法
- 不确定推理的随机方法：[27]
  - 贝叶斯网络[28]
  - 贝叶斯推理算法[29]
  - 贝叶斯学习和期望最大化算法[30]
  - 贝叶斯决策理论和贝叶斯决策网络[31]
- 概率感知与控制：
  - 动态贝叶斯网络[32]
  - 隐马尔可夫模型[33]
  - 卡尔曼滤波器[32]
  - 模糊逻辑
- 来自经济学的决策工具：
  - 决策理论[34]
  - 决策分析[34]
  - 信息价值理论[35]
  - 马尔可夫决策过程[36]
  - 动态 决策网络[36]
  - 博弈论[37]
  - 机制设计[37]
- 算法信息论
  - 算法概率

#### 分类器与统计学习方法
- 分类器（数学）和统计分类[38]
  - 交替决策树[39]
  - 人工神经网络（见下文）[40]
  - K最近邻算法[41]
  - 核方法[42]
    - 支持向量机[42]

  - 朴素贝叶斯分类器[43]
  - 聚类分析

#### 人工神经网络
- 人工神经网络[40]
  - 网络拓扑
    - 前馈神经网络[44]
      - 感知器
      - 多层感知器
      - 径向基函数网络
      - 卷积神经网络

    - 循环神经网络[45]
      - 长短期记忆[46]
      - 霍普菲尔德网络[47]
      - 吸引子网络[47]

    - 深度学习
      - 机器学习算法用于神经网络（见下文）
      - 强化学习
        - 基于人类反馈的强化学习
        - Q学习

      - 大型語言模型
        - 基础模型
        - 推理语言模型

      - Transformer架构  → 生成式人工智慧、提示工程

    - 混合神经网络

  - 学习算法用于神经网络
    - 赫布理论[47]
    - GMDH
    - 竞争学习[47]
      - 生成对抗网络

    - 反向传播算法[48][49]
    - 神经进化[50]
    - 受限玻尔兹曼机[51]

### 基于生物学或具身化
- 基于行为的人工智能
- 子集架构
- Nouvelle AI
- 发育机器人学[52]
- 情境化人工智能
- 生物启发计算
- 人工免疫系统
- 具身认知科学
- 具身认知
- 自由能原理

### 认知架构与多智能体系统
- 人工智能系统集成
- 认知架构
  - LIDA (认知架构)
  - AERA（人工智能架构）
- 智能体架构
- 控制系统
  - 分层控制系统
  - 网络控制系统
- 分布式人工智能
- 代理式人工智能
  - 多智能体系统
- 混合智能系统
- 监控与监视智能体
- 黑板系统

## 哲学

### 人工智能的定义
- 达特茅斯提案（“学习的每一个方面或智能的任何其他特征原则上都可以如此精确地描述，以至于可以制造出能够模拟它的机器”）
- 图灵测试
  - 计算机器与智能
- 智能代理和理性主体
  - 行动选择
- 人工智能效应
- 合成智能

### 人工智能分类
- 符号与非符号人工智能
  - 符号人工智能
  - 物理符号系统
  - 德雷福斯对人工智能的批判
  - 莫拉维克悖论
- 优雅简单与临时复杂
  - 整洁与凌乱|整洁 vs. 凌乱
  - 《心灵社会》 (凌乱方法)
  - 《大师算法》 (整洁方法)
- 泛化与灵活性程度
  - 通用人工智能
  - 弱人工智慧
- 精确度与正确性水平
  - 软计算
  - “硬”计算
- 智能水平
  - 人工智能的进展
  - 超智能
- 意识、心灵与理解的水平
  - 中文房间
  - 知觉难题
  - 心智计算理论
  - 功能主义 (心灵哲学)
  - 机器人权利
  - 用户错觉
  - 人工意识

## 目标与应用

### 生成式人工智能
- 聊天机器人

### 泛智能
- 通用人工智慧
  - AI-complete

### 推理与问题解决
- 自动推理
- 数学
  - 自动定理证明器
  - 计算机辅助证明
  - 计算机代数
- 通用问题求解器
- 专家系统
  - 决策支持系统
    - 临床决策支持系统

### 知识表示
- 知识表示
- 知识管理
- Cyc

### 规划
- 自动规划与调度
- 战略规划
- 苏斯曼异常

### 学习
- 机器学习
  - 受限条件模型
  - 深度学习
  - 神经建模领域
  - 监督学习
  - 弱监督（半监督学习） –
  - 无监督学习
  - 自编码器
    - 变分自编码器

### 自然语言处理
- 自然语言处理  –
  - 聊天机器人
  - 语言识别
  - 大型语言模型
  - 自然语言用户界面|自然语言用户界面
  - 自然语言理解
  - 机器翻译
  - 统计语义学
  - 问答系统
  - 语义翻译
  - 概念挖掘
    - 数据挖掘
    - 文本挖掘
    - 流程挖掘

  - 电子邮件垃圾邮件过滤 –
  - 信息提取
    - 命名实体提取
      - 指代消解
      - 命名实体识别
      - 关系提取
      - 术语提取

### 感知
- 机器感知
- 模式识别
- 计算机听觉
  - 语音识别
  - 说话人识别
- 计算机视觉
  - 图像处理
  - 智能文字识别
  - 物体识别
  - 光学标记识别
    - 手写识别
    - 光学字符识别
      - 自动车牌识别

  - 信息提取
    - 图像检索
      - 自动图像标注

  - 人脸识别系统
    - 无声语音接口
    - 活动识别
- 感受 (人工智能)

### 机器人学
- 机器人学
  - 基于行为的机器人学
  - 认知
  - 控制论
  - 发展机器人学
  - 进化机器人学

### 控制
- 智能控制
- 自我管理（计算机科学）
  - 自主计算
  - 自主网络

### 社会智能
- 情感计算
- Kismet

### 游戏玩法
- 游戏人工智能
  - 计算机游戏机器人 – 替代人类玩家的计算机程序。
  - 视频游戏人工智能|视频游戏AI
    - 计算机国际象棋
    - 计算机围棋

  - 通用游戏玩耍
  - 通用视频游戏玩耍

### 创造力、艺术与娱乐
- 人工智能创造力
- 人工智能艺术
- 创意计算
- 生成式人工智能
- 不自然谷
- 音乐与人工智能
- 计算幽默
- 聊天机器人

### 集成人工智能系统
- AIBO 索尼的机器人狗。它集成了视觉、听觉和运动技能。
- Asimo（2000年至今） – 本田开发的类人机器人，能够行走、奔跑、穿过行人交通、上下楼梯、识别语音命令和特定个人的面部，以及不断扩展的其他能力。
- MIRAGE – 在增强现实环境中实现的人形人工智能。
- MIT Cog项目|Cog 由罗德尼·布鲁克斯领导的麻省理工学院人形机器人项目。
- QRIO 索尼公司的人形机器人版本。
- TOPIO TOSY公司的人形机器人，能够与人类进行乒乓球对战。
- Watson（2011）——IBM开发的计算机，曾参与并赢得益智节目《危险边缘！》。目前正被用于指导护士进行医疗操作。
  - 目的：开放领域问答
  - 采用的技术：
    - 自然语言处理
    - 信息检索
    - 知识表示
    - 自动推理
    - 机器学习
- Project Debater（2018）——由IBM以色列海法实验室开发的具备逻辑论证能力的人工智能计算机系统。

### 智能个人助理
智能个人助理 –
- 亚马逊Alexa –
- Assistant –
- Braina –
- Cortana –
- Google Assistant –
- Google Now –
- Mycroft –
- Siri –
- Viv –

### 其他应用
- 自动驾驶
- 人工生命 – 通过计算机、机器人技术或生物化学手段模拟自然生命。
- 自动目标识别
- 诊断（人工智能）
- 语音生成设备
- 车辆基础设施集成
- 虚拟智能

## 挑战与风险
- 幻觉 (人工智能)
- 可解释人工智能
- 人工智能安全及人工智能伦理
  - 人工智能法案——歐盟法律
  - artificial intelligence in the labour market
- 通用人工智能的生存风险——一种认为通用人工智能最终可能毁灭人类的假说